# Sông Kamienna
```
Kamienna
 là một con sông ở miền trung Ba Lan, một nhánh bên trái của 
Vistula
. Ngoại trừ nguồn và miệng của nó, dòng sông chảy trong khu vực 
Swietokrzyskie Voivodeship
. Chiều dài của nó là 138
 
km và diện tích lưu vực 2007,9
 
km 
2
. Các nhà địa lý tranh luận liệu nguồn gốc của Kamienna nằm ở khu vực đầm lầy gần làng Antoniow (
Hạt Szydłowiec
, cao 361 mét so với mực nước biển) hay gần làng Borki (cũng nằm ở Hạt Szydłowiec). Điều này dẫn đến sự khác biệt với chiều dài của dòng sông. Hầu hết các nguồn đều nói rằng nó dài 138
 
km, nhưng trong một số tài khoản, chiều dài thay đổi từ 127 đến 156
 
km. Cửa sông nằm gần làng Kepa Piotrowinska (hạt 
Lipsko
).
```

Không giống như các con sông khác ở miền nam Ba Lan (sông San hoặc Nida), Kamienna không sở hữu tên của người Celt. Theo Zygmunt Gloger, dòng sông được nhắc đến lần đầu tiên vào năm 1228. Jan Długosz gọi nó là Kamionna, trong khi trên bản đồ năm 1815, nó được đặt tên là Kaimienka. Tên có nguồn gốc từ tiếng Slavic (từ kamien có nghĩa là đá); trong quá khứ, nó được đánh vần là Camoni (1379), Camyonna (1437), Camyen (1399), Kamienie (1399) và Kamienne (1393).
Trong vài km ban đầu, Kamienna chảy song song với dãy núi Swietokrzyskie. Nó cũng có một số đặc điểm của một dòng sông núi, vì thượng nguồn nằm ở độ cao 360 mét so với mực nước biển, trong khi miệng cao 130 mét. Sau khi chảy qua Wąchock, Kamienna rời khỏi những khu vực đồi núi, để vào một thung lũng rộng, thu hẹp trước Starachowice. Thung lũng Kamienna trong khu vực từ Soltykow đến Cmielow (74 km) tạo ra một hành lang giao thông thuận tiện, trong đó một tuyến đường sắt từ Koluszki đến Ostrowiec được xây dựng vào năm 1885. Gần Cmielow, dòng sông thay đổi hướng đi, quay về hướng bắc. Cuối cùng, nó đổ vào Vistula, nhưng trước đó, nó chảy khoảng hai km trong thung lũng suối cổ của Vistula.
Kamienna chảy qua các thị trấn Skarżysko-Kamienna, Wąchock, Starachowice và Ostrowiec więtokrzyski. Có bốn hồ chứa trên sông: Zalew Blizynski, Zalew Wąchock, Zalew Starachowice - Pasternik và Zalew Brodzki hoặc Jezioro Brodzkie. Thung lũng Kamienna gắn liền với những năm đầu của thời đại công nghiệp Ba Lan. Ở đây, Khu công nghiệp Ba Lan cổ đại, cũng có một con đường du lịch màu xanh lam được gọi là Along Traces of Technological Monuments của sông Kamienna, đi từ Skarżysko-Kamienna đến Ostrowiec więtokrzyski.
Các cơ sở công nghiệp đầu tiên xuất hiện dọc theo Kamienna vào thế kỷ 15. Trong một tài liệu năm 1547, một hầm mỏ ở Starachowice được nhắc đến, chuyên khai thác quặng sắt. Các xưởng sắt địa phương được phát triển vào cuối thế kỷ 16, và dưới thời vua John III Sobieski, một lò cao được xây dựng ở Bartow cạnh bên Kamienna. Sau đó, các lò khác đã mọc lên, tại Ruda Baltowska, Cmielow, Antoniow, Aleksandrów, Stefankow.
Do những nỗ lực của Stanislaw Staszic, khu vực này đã phát triển thịnh vượng trong nửa đầu thế kỷ 19. Staszic đã thiết kế và xây dựng một số cơ sở luyện kim, nằm dọc theo sông Kamienna. Tất cả đều được lên kế hoạch để tạo ra một doanh nghiệp lớn, được gọi là Ironworks của sông Kamienna. Theo ước tính của Stanislaw Staszic, trong số 172 mỏ quặng sắt ở Khu công nghiệp cũ, có 54 mỏ nằm dọc theo bờ sông. Tất cả những kế hoạch này đã sụp đổ sau cuộc nổi dậy tháng 11.